# 울산광역시의회의원 목록
다음은 울산광역시의회의원 22명 명단이다.

## 의원 목록
| 선거구           | 이름   | 소속정당     | 관할구역                                       | 비고        |
| ---------------- | ------ | ------------ | ---------------------------------------------- | ----------- |
| 중구 제1선거구   | 권태호 | 국민의힘     | 학성동, 복산1동, 복산2동, 성안동, 중앙동       |             |
| 중구 제2선거구   | 김기환 | 국민의힘     | 병영1동, 병영2동                               |             |
| 중구 제3선거구   | 이성룡 | 국민의힘     | 우정동, 태화동, 다운동                         |             |
| 중구 제4선거구   | 김종섭 | 국민의힘     | 반구1동, 반구2동, 약사동                       |             |
| 남구 제1선거구   | 안수일 | 국민의힘     | 신정1동, 신정2동, 신정3동, 신정5동             | 무투표 당선 |
| 남구 제2선거구   | 이장걸 | 국민의힘     | 신정4동, 옥동                                  |             |
| 남구 제3선거구   | 안대룡 | 국민의힘     | 삼호동, 무거동                                 |             |
| 남구 제4선거구   | 방인섭 | 국민의힘     | 삼산동, 야음장생포동                           |             |
| 남구 제5선거구   | 김동칠 | 국민의힘     | 달동, 수암동                                   |             |
| 남구 제6선거구   | 이영해 | 국민의힘     | 대현동, 선암동                                 |             |
| 동구 제1선거구   | 김수종 | 국민의힘     | 방어동, 화정동, 대송동                         |             |
| 동구 제2선거구   | 홍유준 | 국민의힘     | 일산동, 전하1동, 전하2동                       |             |
| 동구 제3선거구   | 강대길 | 국민의힘     | 남목1동, 남목2동, 남목3동                      |             |
| 북구 제1선거구   | 정치락 | 국민의힘     | 농소1동, 송정동                                |             |
| 북구 제2선거구   | 문석주 | 국민의힘     | 농소2동, 농소3동                               |             |
| 북구 제3선거구   | 백현조 | 국민의힘     | 강동동, 효문동, 양정동, 염포동                 |             |
| 울주군 제1선거구 | 공진혁 | 국민의힘     | 온산읍, 온양읍, 청량읍, 서생면, 웅촌면         |             |
| 울주군 제2선거구 | 홍성우 | 국민의힘     | 언양읍, 삼남읍, 두동면, 두서면, 상북면, 삼동면 |             |
| 울주군 제3선거구 | 김종훈 | 국민의힘     | 범서읍                                         |             |
| 비레대표         | 손명희 | 더불어민주당 | 울산광역시 일원                                |             |
| 비레대표         | 천미경 | 국민의힘     | 울산광역시 일원                                |             |
| 비레대표         | 권순용 | 국민의힘     | 울산광역시 일원                                |             |

## 같이 보기
- 울산광역시의회